# باتا ژیوویینوویچ
باتا ژیوویینوویچ (انگلیسی: Bata Živojinović؛ زادهٔ ۵ ژوئن ۱۹۳۳) یک هنرپیشه، و سیاست‌مدار اهل صربستان است. وی از سال ۱۹۵۵ میلادی تاکنون مشغول فعالیت بوده‌است.
از فیلم‌ها یا برنامه‌های تلویزیونی که وی در آن نقش داشته است می‌توان به سه، مرشد و مارگاریتا، ولتاژ بالا، برادران، پل، جشن اکتبر، رؤیا، سرزمین موعود و زندگی زیباست اشاره کرد.